# Mollie Steimer

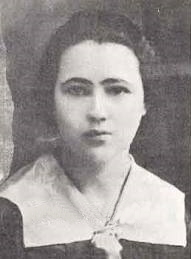
Sans date.

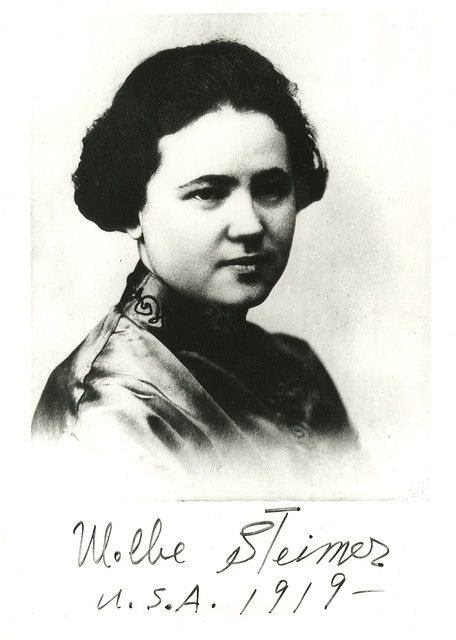
En janvier 1919.

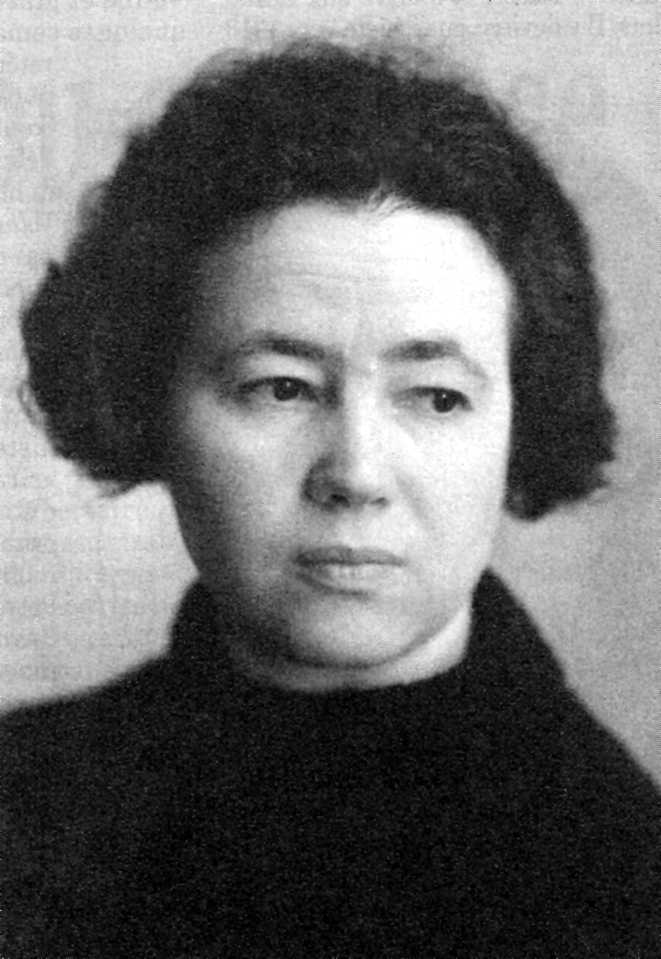
Sans date.

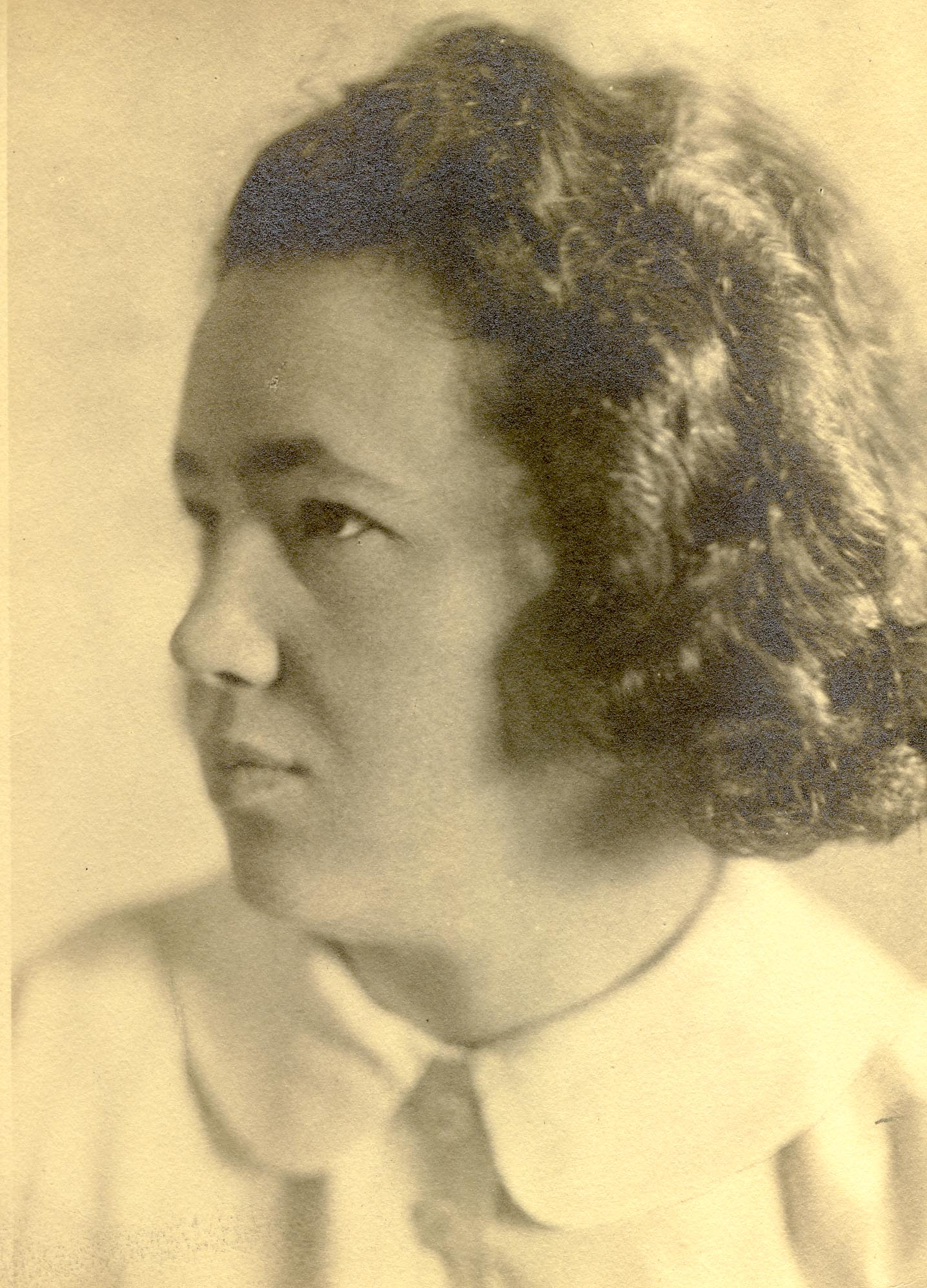
En janvier 1932.

Mollie Steimer (russe : Молли Штеймер), de son vrai nom Marta Alperina (Марта Альперіна), née le 21 novembre 1897 à Dunaevtsky (Empire russe) et morte le 23 juillet 1980 à Cuernavaca (Mexique), est une militante anarchiste d'origine russe, puis américaine avant d'être apatride et enfin, mexicaine.
Lors de l'affaire Abrams (en), elle a 22 ans quand elle est condamnée à 15 ans de prison pour avoir distribué des tracts dénonçant l'intervention des États-Unis contre la révolution russe lors de la Première Guerre mondiale. En 1921, sa peine est commuée en bannissement vers la Russie où elle découvre la réalité du régime bolchevique. Elle est expulsée d'URSS en 1923 pour ses activités en faveur du mouvement libertaire.
Activiste pour la défense des droits des prisonniers politiques, elle est membre de l'Anarchist Black Cross.

## Jeune syndicaliste
Mollie Steimer nait dans une famille juive d’un village du sud-ouest de la Russie. Elle émigre aux États-Unis en 1912, avec l’ensemble de sa famille.
Dès l’âge de 15 ans, elle travaille à New York dans une usine de confection et milite dans le mouvement syndical.
Elle découvre les livres de August Bebel, Kropotkine, Bakounine et Emma Goldman dont elle deviendra plus tard, l'amie. Elle adhère aux idées anarchistes largement répandues dans le milieu ouvrier de l'époque.

## Opposition à la guerre
En 1917, elle participe à la création du groupe Frayhayt, qui rassemble une douzaine de militants anarchistes juifs qui vivent dans un grand appartement collectif à Harlem, appartement qui leur sert également de local de réunion.
Frayhayt publie le journal en yiddish Der Shturm (La Tempête) puis le journal Frayhayt (Liberté) dont la devise, inspirée de Henry David Thoreau, est « Yene regirung iz di beste » (« Le meilleur des gouvernements est celui qui ne gouverne pas »). Le journal est imprimé à la main.
Après l'entrée des États-Unis dans la Première Guerre mondiale, en avril 1917, le journal est interdit pour son opposition à l'effort de guerre. Il est alors distribué clandestinement la nuit dans les boites à lettres.
Au printemps 1918, le gouvernement américain décide l'envoi de troupes en Russie pour combattre aux côtés des Armées blanches contre le nouveau pouvoir bolchevik. Le groupe diffuse alors un tract, en yiddish et en anglais, appelant à la grève générale contre l'intervention militaire : « La révolution russe appelle tous les travailleurs du monde à son aide, travailleurs américains debout, jetez à terre votre ennemi et le nôtre : : le capitalisme. Décrétez la grève générale, battez-vous pour votre émancipation et votre liberté. Ne craignez pas la prison, la corde ou les balles. Ne trahissez pas les ouvriers russes. Camarades, ouvriers, debout pour la lutte. »

## Arrestation et condamnation
Le 23 août 1918, la police investit le local du groupe et arrête ses principaux membres : Jacob Schwartz (brutalement battu par des policiers, il meurt des suites de ses blessures le 14 octobre 1918), Jacob Abrams, Hyman Lachowsky, Samuel Lipman et Mollie Steimer.
Ils sont inculpés de violation de l'Espionage Act of 1917, une loi adoptée à l'initiative du président Woodrow Wilson irrité par l'opposition de gauche radicale à sa décision d'entrer en guerre. Cette loi criminalise la diffusion d'informations pouvant perturber le fonctionnement des forces armées américaines et favoriser l'ennemi, causer ou tenter de causer l'insubordination, la mutinerie ou la désertion, entraver volontairement le recrutement et l'enrôlement dans les forces armées des États-Unis.
C'est alors que commence ce que l'on appellera plus tard, « l'affaire Abrams (en) », connue comme une étape importante dans l'histoire de la répression des libertés civiles aux États-Unis.
Lors du procès retentissant qui s'ouvre le 10 octobre 1918, Mollie Steimer profite de la tribune pour défendre ses positions politiques : « Par anarchisme, j’entends un nouvel ordre social dans lequel aucun groupe humain ne pourra être gouverné par un autre groupe humain. La liberté individuelle devra prévaloir dans tous les sens du mot. La propriété privée devra être abolie. Chaque personne devra avoir une chance égale de se développer, aussi bien mentalement que physiquement. Nous n’aurons pas à combattre pour notre survie quotidienne comme nous avons à le faire actuellement. Personne ne pourra vivre aux dépens du travail des autres. Chaque personne pourra produire autant qu’elle le peut et recevoir autant qu’elle en a besoin […] Alors qu’à l’heure actuelle, les peuples du monde sont partagés en différents groupes baptisés « nations », chaque nation s’opposant aux autres dans une compétition incessante, les travailleurs du monde se serreront les mains les uns les autres en s’aimant d’un amour fraternel. »
Le 25 octobre 1918, pour une simple distribution de tracts, Mollie est condamnée à 15 ans de prison et ses compagnons à vingt ans. Cette peine disproportionnée provoque une énorme protestation et choque les milieux libéraux, des membres de l'Université Harvard déposent une pétition d'amnistie. Aux professeurs se joignent des juristes influents, des écrivains, etc. Des comités de défense, des ligues interviennent posant la question : « L'opinion est-elle un crime ? »
Pendant la procédure en appel, Mollie est remise en liberté sous caution. Elle reprend immédiatement ses activités, ce qui lui vaut d’être arrêtée une dizaine de fois pendant les mois qui suivent.
En 1919, elle rencontre Emma Goldman de passage à New York après avoir été emprisonnée deux ans au pénitencier de Jefferson au Missouri. C'est le début d’une amitié qui durera toute sa vie.

## Bannissement vers la Russie bolchévique
Le 11 mars 1919, elle est à nouveau arrêtée au cours d'une descente de la police fédérale à la Maison du peuple russe où sont réunis les déportés qui, sur le Buford, vont rejoindre la Russie (dont Emma Goldman et Alexandre Berkman). Elle est mise en cellule pendant huit jours à la fameuse prison de Tombs, d'où elle est relâchée contre caution avant d'être incarcérée au pénitencier de Blackwell’s Island pour être, elle aussi, déportée. Bouclée vingt-quatre heures sur vingt-quatre, sans air et sans exercice, sans communication avec les autres prisonniers politiques, Mollie fait la grève de la faim jusqu'à ce qu'elle obtienne satisfaction. Elle pèse moins de 35 kg à sa sortie.
Entretemps, la Cour d’appel confirme sa condamnation et celles de ses camarades. Elle est internée, en avril 1920, au pénitencier de Jefferson où elle reste 18 mois, ses conditions de sa détention sont particulièrement sévères. C’est à cette époque qu'elle perd successivement son frère et son père.
La Cour Suprême confirme sa condamnation en s’appuyant sur le Sedition Act of 1918 (en) qui renforce la répression contre les opposants politiques.
L'avocat Harry Weinberger et le Comité de Défense et de secours aux prisonniers politiques mène campagne estimant que les inculpés n'ont pas bénéficié d'un procès équitable et afin que la peine de prison soit commuée en expulsion du territoire. Dans un premier temps, et contrairement à ses compagnons, Mollie refuse cette mesure de « clémence » : « Les autres prisonniers politiques sont aussi mes camarades. Je pense que c’est très égoïste et contraire à mes principes, en tant que communiste libertaire, de demander ma liberté et celle de trois de mes camarades et d’abandonner les milliers d’autres prisonniers politiques qui croupissent derrière les barreaux des prisons américaines ». Finalement, après d’âpres négociations, elle accepte et les quatre prisonniers sont libérés. Le comité de soutien finance leur voyage vers la Russie.
Le 24 novembre 1921, Mollie Steimer, Lachowsky, Lipman, Jacob Abrams et sa femme Marie embarquent sur le paquebot Estonia à destination de Petrograd avec près de 250 autres militants radicaux bannis des États-Unis.

## Opposition au pouvoir bolchévique

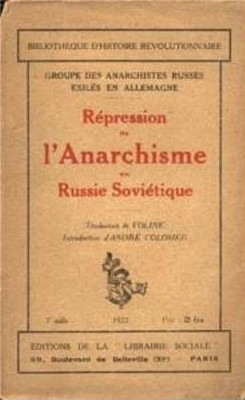
Répression de l'anarchisme en Russie soviétique, 1923

Arrivée à Petrograd en décembre 1921, elle y fait la connaissance de Sénia Fléchine qui va devenir son compagnon.
Le 15 décembre 1921, elle arrive à Moscou. Dans une lettre à l'avocat Harry Weinberger, elle fait part de sa « très profonde » déception : Emma Goldman et Alexandre Berkman ont quitté la Russie déçus par la tournure qu'a pris la révolution, Pierre Kropotkine est mort en février, la révolte de Kronstadt a été écrasée en mars par l'Armée rouge, l'Armée insurrectionnelle ukrainienne de Nestor Makhno est dispersée, des centaines d'anarchistes sont en prison et les travailleurs et les paysans russes sont écrasés par la bureaucratie et la dictature bolcheviques.
Elle organise avec Sénia Fléchine, l'Anarchist Black Cross, un groupe de soutien aux prisonniers incarcérés par le pouvoir bolchevique.
Le 1er novembre 1922, ils sont arrêtés par la Guépéou sous l’accusation « d’aide à des éléments criminels et d’avoir maintenu des rapports avec des anarchistes résidant à l’étranger », notamment avec Emma Goldman et Alexandre Berkman.
Condamnés à deux ans de travaux forcés en Sibérie, ils sont libérés à la suite d'une grève de la faim et à l'intervention, auprès de Trotski, de délégués anarcho-syndicalistes, dont May Picqueray et Lucien Chevalier, présents à Moscou pour une conférence de l'Internationale syndicale rouge.
Ils sont assignés à résidence à Petrograd. Soumis à un contrôle judiciaire permanent, ils s'y soustraient rapidement. Mollie retourne à Moscou et poursuit ses activités d’aide aux anarchistes emprisonnés.
Le 9 juillet 1923, elle est arrêtée et inculpée de « propagande anarchiste » en violation de l'article 60-63 de la constitution soviétique.
Le 27 septembre, avec Sénia Fléchine, elle est expulsée vers l’Allemagne où elle survit dans une grande précarité, sans un sou, sans passeport. Pendant vingt-cinq ans, elle ne possédera que le passeport Nansen des apatrides, jusqu'à sa naturalisation mexicaine en 1948.
En Allemagne, Mollie publie différents textes sur son expérience russe. Elle écrit, notamment, qu'elle avait souffert de son expulsion de Russie, « pays de la grande révolution populaire usurpée par une élite bolchevique. J'aurais voulu aider les ouvriers dans leur combat contre la tyrannie et l'hypocrisie communiste ».
Dans une lettre écrite à Berlin en novembre 1923, elle précise : « Je considère le gouvernement bolchevique comme le plus grand ennemi de la Russie. Son système d’espionnage est peut-être pire que partout ailleurs dans le monde. L’espionnage éclipse toute pensée, tout effort créateur ou action. Malgré les témoignages élogieux rapportés par des observateurs étrangers qui ont passé quelques semaines ou quelques mois sur le sol russe sous le contrôle de guides bolcheviques, et malgré les déclarations de ceux qui reçoivent l’argent des mêmes bolchéviques pour leurs services, il n’existe aucune liberté d’opinion en Russie. Nul n’est autorisé à exprimer un point de vue autre que favorable à la nouvelle classe dirigeante. Si un travailleur ose dire quoi que ce soit lors d’une réunion dans son usine ou dans une réunion de son syndicat qui ne soit pas favorable aux communistes, il est sûr d’atterrir en prison ou d’être surveillé par les agents de la GPU (le nouveau nom de la Tcheka) comme un contre-révolutionnaire. Des milliers de travailleurs, étudiants, hommes et femmes de haut niveau intellectuel, ainsi que des paysans sous-développés, mais intelligents, croupissent aujourd’hui dans les prisons soviétiques. Les autorités déclarent que ce sont des contre-révolutionnaires et des bandits. Bien qu’ils soient le fleuron le plus idéaliste et le plus révolutionnaire de la Russie, ils sont chargés de toutes sortes de fausses accusations devant le monde, tandis que leurs persécuteurs, les «communistes» qui exploitent et terrorisent la population, se disent révolutionnaires se présentent comme sauveurs de l’opprimé. Derrière une phraséologie révolutionnaire, se dissimulent des actes auxquels aucun gouvernement capitaliste de la terre ne se livrerait, sans entrainer une protestation immédiate provenant du monde entier. »

## Berlin et Paris

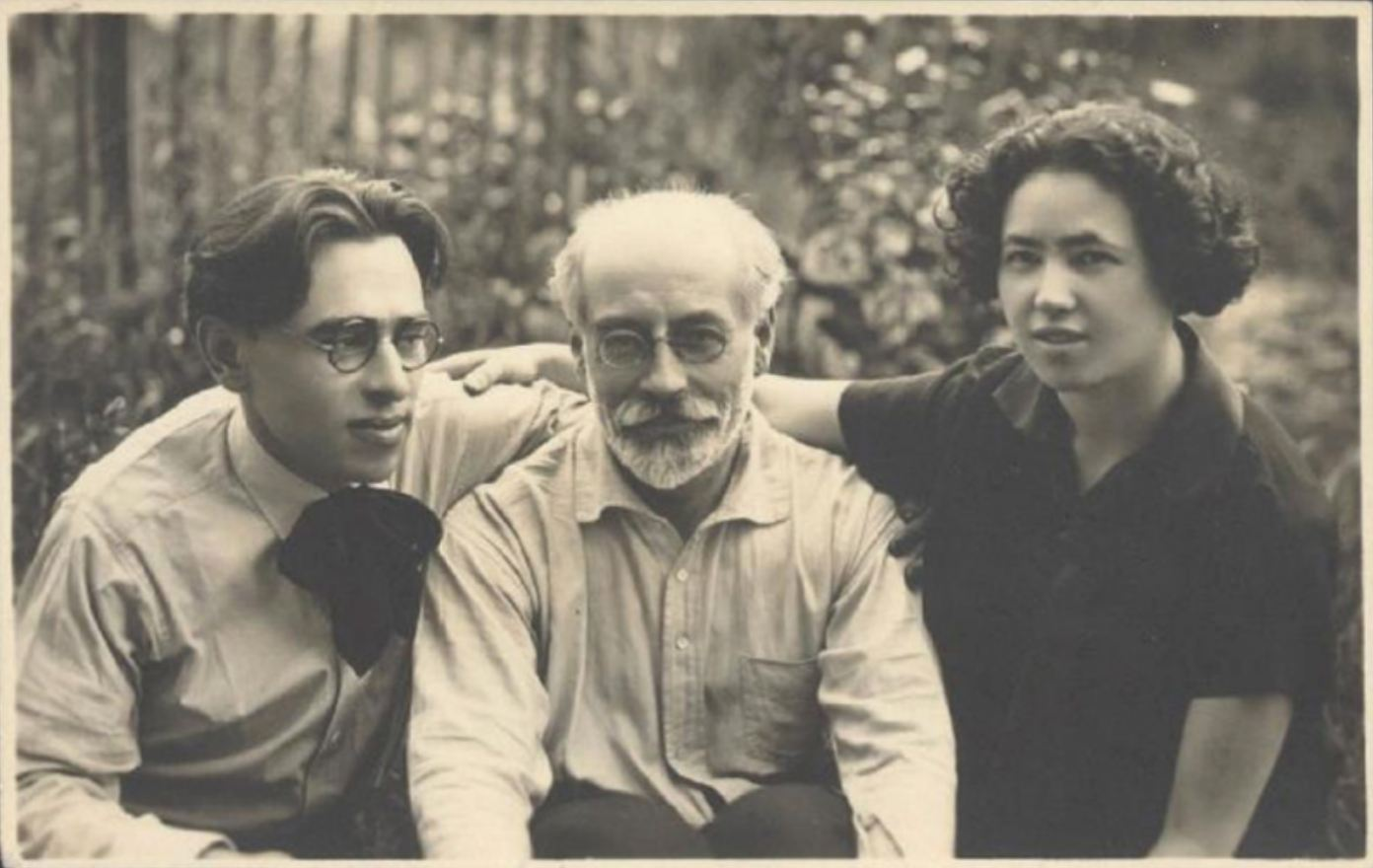
Avec Voline et Sénia Fléchine à Paris en 1926.

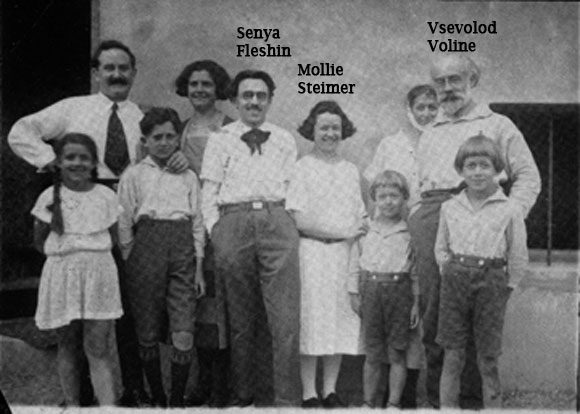
Sans doute en France dans les années 1930.

Elle rejoint à Berlin d’autres militants anarchistes : Emma Goldman, Alexandre Berkman, Voline, Marc Mratchny, Alexandre Schapiro, etc. et participe au Comité de défense des révolutionnaires emprisonnés en Russie (1923-1926) puis au Fonds d’aide de l’Association internationale des travailleurs (anarcho-syndicaliste) (1926-1932) qui organise, jusqu’en 1932, l’envoi de colis, d’argent et de lettres aux anarchistes internés dans les camps et prisons soviétiques.
Elle rejoint Paris en 1924, et partage un logement avec la famille Voline et, ensuite, la famille Doubinsky.
En avril 1927, dans le débat entre plateformistes et synthétistes, elle cosigne avec Voline la « Réponse à la Plate-forme ».
La même année, avec Jacques Doubinski, Voline et Alexandre Berkman, elle participe au Comité d’entraide qui aide les anarchistes de toutes nationalités en manque d’argent et de papiers d'identité.
En 1929, elle retourne à Berlin où, avec Sénia Fléchine, ils ouvrent un studio de photographie.
Avec la montée en puissance du parti nazi et l’arrivée d’Hitler au pouvoir, elle quitte Berlin pour se réfugier à Paris.

## Fin de vie au Mexique
Poursuive à la fois comme juive et comme anarchiste, elle est arrêtée le 18 mai 1940 par la police française et internée au Camp de Gurs sans possibilité de communiquer avec l’extérieur pendant sept semaines. Avec l’aide de May Picqueray, elle réussit à s'évader. Sénia Fléchine a réussi à passer en zone libre.
À l'automne 1941, ils sont à Marseille, où ils retrouvent Voline, et embarquent pour le Mexique.
Installés à Mexico, ils ouvrent le studio de photo Semo (pour Senya et Mollie) qu'ils tiendront pendant plus de vingt ans. Paul Avrich parle de Sénia Fléchine, comme du « Nadar du mouvement anarchiste »
En contact avec le groupe Tierra y Libertad de Mexico, ils correspondent avec le mouvement anarchiste international, notamment grâce au fait que Mollie écrit couramment en russe, en yiddish, en anglais, en français et en espagnol.
En 1976, elle intervient dans un documentaire sur Emma Goldman réalisé par la télévision néerlandaise ainsi que dans un projet audiovisuel sur l'anarchisme en Amérique réalisé par le Pacific Street Films.
En 1963, le couple se retire à Cuernavaca où Mollie meurt d’une crise cardiaque le 23 juillet 1980.

## Citation
« Quand j’étais en Russie, j’ai vécu les pogroms des Juifs, j’ai vu les soldats partir à la guerre — la Russie contre le Japon. J’ai vu les soldats, des paysans, partir à la guerre et les cosaques les traiter comme du bétail. J’ai pensé que c’était à cause du tsarisme russe, de la brutalité du tsar. J’ai imaginé qu’en Amérique les gens étaient meilleurs, qu’ils étaient moins grossiers, qu’ils étaient plus sensibles, plus tolérants de la liberté des autres et que les brutalités seraient bannies. Mais aux États-Unis, j’ai assisté à la persécution pendant la guerre… D’abord, cela a commencé quand nous avions des rassemblements contre la guerre, en particulier le dernier, celui où Emma et Sasha ont été arrêtés. Ils nous ont traités… oh, ils sont arrivés avec des bâtons, sans aucun respect de l’être humain. »

— Anarchism in America (en), 1983

## Commentaires
Emma Goldman a dit d'elle : « Mollie Steimer est une fanatique au plus haut degré. Elle est terriblement sectaire, enracinée dans ses convictions, avec une volonté de fer. La force réunie d’une dizaine de chevaux ne pourrait pas la faire changer de trajectoire ! Mais avec tout cela, elle possède une ferveur et d’un dévouement exemplaire, animés par le feu de notre idéal. »
May Picqueray a écrit en 1980 : « Mollie Steimer […] a lutté toute sa vie pour son idéal anarchiste et a pratiqué l'entraide vis-à-vis de tous les déshérités […] Adieu ma chère Mollie, et que vive l'anarchie ! »

## Publications
- En français
  - Je n’ai rien à perdre que mes chaînes, Nada éditions, 2023, 128 pages, notice BNF.

### Filmographie
- Mollie Steimer , Documentary channel.com, voir en ligne.
- Joel Sucher, Steven Fischler, Anarchism in America, The National Endowment for the Humanities, Pacific Street Film Projects, 1981, voir en ligne.

### Notices
- Dictionnaire international des militants anarchistes : notice biographique.
- L'Éphéméride anarchiste : notice biographique.
- Centre International de Recherches sur l'Anarchisme (Lausanne) : notice bibliographique.
- Catalogue général des éditions et collections anarchistes francophones : notice bibliographique.
- RA.forum : notice bibliographique.